# Atsuhiro Miura
Atsuhiro Miura (japanisch 三浦 淳宏, Eigenschreibweise: 三浦 淳寛, beides Miura Atsuhiro; * 24. Juli 1974 in Ōita oder Tokorozawa) ist ein ehemaliger japanischer Fußballspieler.

## Nationalmannschaft
1999 debütierte Miura für die japanische Fußballnationalmannschaft. Miura bestritt 25 Länderspiele und erzielte dabei ein Tor. Mit der japanischen Nationalmannschaft qualifizierte er sich erfolgreich für die Olympischen Spiele 2000.

## Errungene Titel

### Mit der Nationalmannschaft
- Asienmeisterschaft: 2000, 2004

### Mit seinen Vereinen
- Kaiserpokal: 1998, 2004